# East Coast vs West Coast
East Coast vs West Coast (dosł. Wschodnie Wybrzeże kontra Zachodnie Wybrzeże) – wspólne określenie dla „wojny hip-hopowej” (beefu), która prowadzona była w połowie lat 90. przez dwie największe wytwórnie płytowe muzyki hip-hopowej w Stanach Zjednoczonych – Bad Boy Records (wschód) i Death Row Records (zachód). Beef ten przyczynił się do śmierci dwóch raperów – Tupaca Shakura (Death Row) i Notoriousa B.I.G. (Bad Boy Records). Nazwa konfliktu pochodzi od odmian hip-hopu w USA – East Coast hip-hop i West Coast hip-hop.

## Tło
Oficjalnie konflikt zawiązał się 30 listopada 1994, kiedy to Shakur został 5-krotnie postrzelony w studiu nagraniowym, następnie raper oskarżył swojego dawnego przyjaciela – Notoriousa B.I.G. o próbę zamordowania go. Konflikt nasilił się, kiedy podczas koncertu wieczoru (rozdanie nagród magazynu The Source) Dr. Dre i Snoop Dogg zostali publicznie wyśmiani i wygwizdani. We wrześniu 1995, podczas przyjęcia w Atlancie, zastrzelony został jeden z przyjaciół Suge Knighta. Knight wydał oficjalne oświadczenie, w którym publicznie oskarżył raperów wytwórni Bad Boy Records, jakoby rzekomo oni byli zamieszani w śmierć kolegi Suge’a.
W 1996 2Pac oraz grupa Outlawz wydali utwór pt. „Hit ’Em Up”, w którym wymierzyli w wytwórnię Bad Boy Records. Diss uderzył także w Notoriousa B.I.G., Lil’ Kim, Lil’ Cease’a i Puff Daddy’ego. Do dziś ten utwór uważany jest przez niektórych za najlepszy utwór dissujący wszech czasów.
W dniu 7 września 1996 w Las Vegas doszło do strzelaniny, w wyniku której śmierć poniósł poeta i raper Tupac Shakur (zmarł 6 dni później). W późniejszym czasie dziennik The New York Times doniósł, że domniemanym zabójcą rapera miał być Orlando Anderson, jeden z członków gangu Crips. Anderson zeznał później, że Notorious B.I.G. zatelefonował i złożył gangowi korzystną ofertę pieniężną za udaną próbę morderstwa na Tupacu. 9 marca 1997 podczas pobytu w Kalifornii zastrzelony został Notorious B.I.G.
W 1997 przywódca organizacji Naród Islamu – Louis Farrakhan, zaprosił do siebie BIzzy’ego Bone’a, Douga E. Fresha oraz Snoop Dogga w celu próby „pojednania” zwaśnionych stron. Spotkanie zakończyło się niepowodzeniem, a beef prowadzony był nadal.
Po śmierci Tupaca, w 1998, wytwórnia Death Row Records wydała cztery kolejne pośmiertne płyty rapera. Album pt. The Don Killuminati: The 7 Day Theory sprzedał się w nakładzie 7 mln kopii. Album Snoop Dogga o nazwie Tha Doggfather oraz kompilacja Death Row Greatest Hits osiągnęły statusy platynowych płyt. Kolejny album Christmas on Death Row sięgnął złota.
Następnie P. Diddy stawiał się na kilku rozprawach sądowych. Wśród nich znalazło się oskarżenie związane ze strzelaniną w jednym z nowojorskich klubów. Diddy został oczyszczony z postawionych mu zarzutów i tym samym uniewinniony. Dopiero w ostatnich latach konflikt został nieco załagodzony za sprawą kasowego sukcesu 50 Centa. 10 lat po śmierci Notoriousa B.I.G. wydano singel-remake tego rapera o nazwie „Nasty Girl”, w teledysku do tego utworu pojawiają się zarówno raperzy „wschodu”, jak i „zachodu”.